# Action populaire nationale d’Alsace

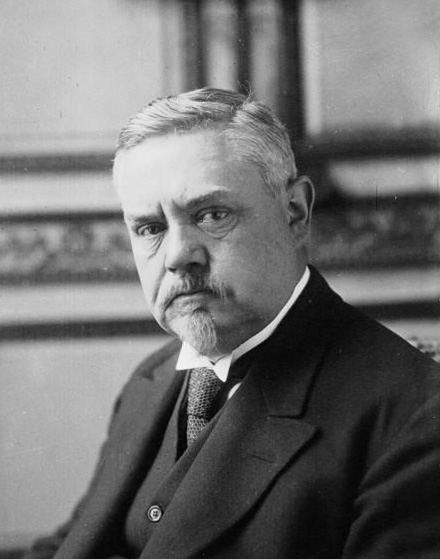
Alfred Oberkirch 1928

Die Action populaire nationale d’Alsace (Nationale Volksaktion Elsass, APNA) war eine französische Partei der Dritten Republik mit Sitz im Elsass. Sie wurde 1928 von Abtrünnigen der Union populaire républicaine gegründet, stand auf der rechten Seite des politischen Spektrums und bekannte sich zum Katholizismus. Sie war von 1928 bis 1930 in mehreren Regierungen vertreten und wurde 1935 aufgelöst.

## Geschichte
Die Action populaire nationale d’Alsace wurde am 17. Dezember 1928 gegründet, nachdem ihre Mitglieder am 3. November aus der Union Populaire Républicaine ausgetreten waren. Louis Bockel, Generalrat des Départements Haut-Rhin, die Abgeordneten Joseph Pfleger, Alfred Oberkirch und Joseph Weydmann sowie die Senatoren Robert Bourgeois, Sébastien Gegauff und Jean de Leusse, nahmen an der Gründung teil. Die neue Partei erhielt finanzielle Unterstützung von Raymond Poincaré und den Segen des Bischofs. Sie definierte sich als Partei mit nationalen, wenn auch regionalen Ambitionen und als antikommunistisch. In der Nationalversammlung schlossen sich die Abgeordneten der APNA der Fraktion der Union républicaine et démocratique an.
Die Mitglieder der APNA kehrten 1935 wieder zur Union populaire républicaine zurück, die elf Jahre später mit dem Mouvement républicain populaire fusionierte.
Präsident der Partei war Sébastien Gegauff, Vizepräsident Louis Bockel.

## Regierungsbeteiligungen
- Kabinett Poincaré I
- Kabinett Briand X (Alfred Oberkirch als Sous-secrétaires d’État für Arbeit, Hygiene, Fürsorge und Sozialfürsorge)
- Kabinett Tardieu I (Alfred Oberkirch als Sous-secrétaires d’État für Arbeit, Hygiene, Wohlfahrtsarbeit und Sozialfürsorge)
- Kabinett Tardieu II  (Alfred Oberkirch als Sous-secrétaires d’État für Handel und Industrie)